# Mira Eklund
Eva Mira Helena Eklund (13 ottobre 1981) è un'attrice, cantante, compositrice, pittrice e sound designer svedese.

## Biografia
Mira Eklund ha lavorato come attrice e ha scritto musica per produzioni con, tra gli altri, Thorsten Flinck al Teatro Reale Drammatico e al Teatro Plaza di Stoccolma partecipando inoltre a diversi film,tra i quali Sex hopp & kärlek nel 2005. Al premio dello scarabeo d'oro 2014, è stata nominata nella categoria miglior attrice non protagonista per il suo ruolo di Ann-Sofie nel film Hotell di Lisa Langseth.
Nel corso della sua carriera è stata parte di diversi progetti musicali; tra il 2002 e il 2006 ha cantato coi The Tourettes, mentre dal 2006 è membro degli Intergalactica e, dal 2007, fa musica da solista con lo pseudonimo di Lux Lumen.

## Filmografia

### Cinema
- Sex hopp & kärlek, regia di Lisa Ohlin (2005)
- Hotell, regia di Lisa Langseth (2013)
- Vinden blåser vart den vill, regia di Kim Ekberg (2017)

### Televisione
- Allis med is - serie TV, 2 episodi (1993)
- S.P.U.N.G - serie TV, 2 episodi (2002)
- Brandvägg - miniserie TV, 2 episodi (2006)
- Dips - serie TV, episodio 1x01 (2018)
- Love & Anarchy (Kärlek & Anarki) - serie TV, 3 episodi (2020)